# Seywan Saedian

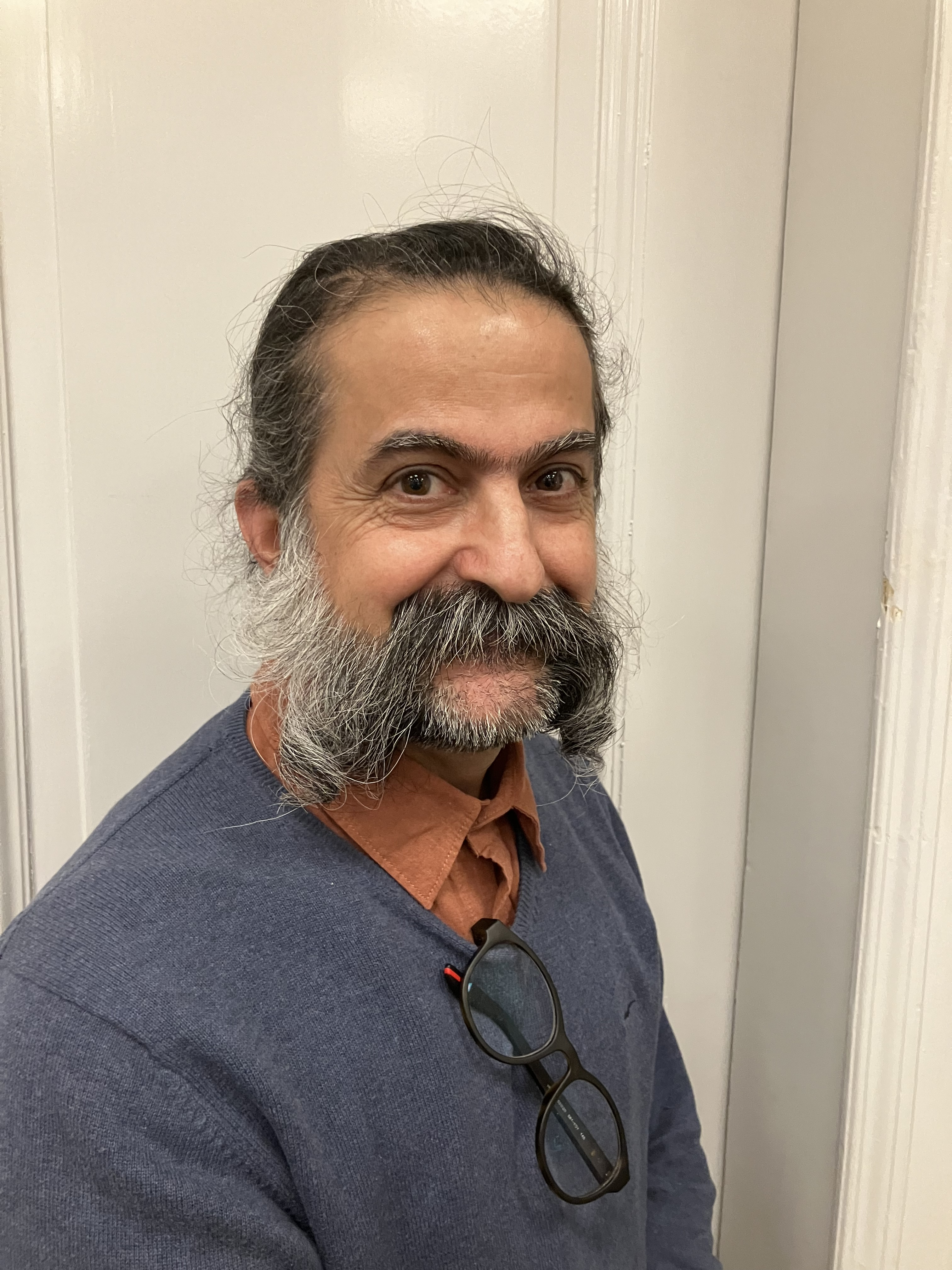
Seywan Saedian.

Seywan Saedian, född 23 augusti 1972, är en kurdisk-svensk konstnär och författare.  Hans skapande arbete sker inom många olika konstområden såsom måleri, fotografi, skulptur och författande.
Saedian har sitt ursprung i den kurdiska delen av Iran. Hans konst har provocerat och han har varit på flykt från flera olika länder på grund av sitt konstnärskap. Till Sverige kom han som fristadskonstnär 2018.
Sedan 2004 har Saedian arbetat med att återuppliva och internationalisera projektet "Sêva Mêxekrêj/Kryddnejlikeäpplet", som har genomförts i Kurdistan och femton olika länder.
Han har publicerat en diktsamling samt två bilderböcker med titlarna Igelkott och Zebra på kurdiska, svenska och persiska.